# 襄陽の戦い
襄陽の戦い（じょうようのたたかい）は、中国後漢末期の191年に、孫堅と劉表との間で行われた戦い。孫堅軍は終始優勢で戦を進め劉表軍を追い詰めたが、孫堅が戦死したため退却を余儀なくされた。

## 事前の経緯
191年4月、董卓が洛陽を焼き払い長安に逃亡すると、諸侯の間で内紛が起こったこともあり最終的に反董卓連合は瓦解した。諸侯はそれぞれの根拠地へ戻り、自衛や勢力拡張のため争い始めた。その中でも、同じ袁家の出身であり強大な勢力を誇っていた袁紹と袁術は対立を深めていった。荊州の劉表は袁紹と、北平の公孫瓚は袁術とそれぞれ同盟を結んだ。袁術は、中国南部から袁紹の影響力を排除するために、配下であった孫堅に劉表の勢力下にある荊州南郡の襄陽城攻撃を命じた。
南郡には東西に横切る形で漢水（長江の支流）が流れ、漢水を挟んで北に樊城、南に襄陽城が建っている。樊城・襄陽城は中国の中心に位置し、戦略上の非常に重要な拠点となっていた。三国時代に移った後も、この2城は重要拠点として頻繁に係争地となった。

## 戦いの経緯
孫堅は袁術から劉表討伐の命を受けると、南郡に向けて進軍を開始。孫堅軍来襲の報を聞くと、劉表はすぐに配下の黄祖を樊城へ派遣して、樊城と襄陽城の連携で敵を迎え撃とうとした。しかし孫堅の苛烈な攻勢の前に、黄祖は大敗しあっけなく樊城は陥落する。黄祖は襄陽に逃走し、追撃した孫堅は漢水を渡河すると、そのまま襄陽城を包囲した。
劉表は兵力を補充するために黄祖に兵士の徴用を命じ、黄祖は夜に紛れて襄陽城を脱出すると、密かに兵士をかき集めた。しかし、孫堅は黄祖の動きを見抜いており、待ち伏せて黄祖を襲撃した。攻撃を受けた黄祖は帰城できず、峴山のひそみに隠れこんだ。孫堅は勝ちに乗じて自ら先頭に立って黄祖を追撃し、その攻撃は夜中まで行われた。だが、樹木の影に隠れていた黄祖の部下が矢を放ち、それが孫堅に命中してそのまま孫堅は死亡した（配下の呂公が落とした石に当たって即死したという説もある）。これにより孫堅軍は瓦解し、南郡から撤退した。劉表軍の方がはるかに戦死者が多かったが、結果的に劉表は荊州を守り抜いた。

## 戦後
戦争終結後、孫堅配下の桓階は、危険を知りながら劉表に対し孫堅の遺体の引き取りを請うた。劉表は桓階の行為を義と判断し、申し入れを受諾した。孫堅の軍は一時的に甥の孫賁が引き継ぎ、孫賁は孫堅配下の将を引き連れて寿春にいる袁術の傘下に入った。
劉表はこの戦での勝利によって、荊州での影響力を大きく拡大させる。後に、孫堅の息子である孫策が江東で地盤を確立する（孫策の江東平定）と、父の仇として狙われた劉表は何度も孫策から攻撃を受け、弟の孫権の代になっても抗争は続いた。だが、劉表は208年に亡くなるまでその勢力を保ち続けた。

## 『三国志演義』における襄陽の戦い
孫堅は、焼け落ちた洛陽の復興作業に着手して陵墓を塞いでいたその最中、宮中の古井戸から伝国璽を発見する。孫堅は野心を胸に抱くようになり、発見した玉璽を隠匿するが、現場を目撃した者が袁紹に告げ口したので、孫堅は諸侯の前で釈明を求められる。孫堅はそこで「真実、俺が玉璽を隠匿していたならば、命を全うする事なく戦禍によって死ぬ事になるだろう」と啖呵を切り、嘘をつき通したので、諸侯はその言葉を信用する。しかし、袁紹が証人を場に呼ぶと、孫堅は咄嗟に剣を抜き、切り捨てようとする。これら一連の行為によって分の悪くなった孫堅は、洛陽からいち早く陣を引き上げる。諸侯は疑心暗鬼に陥り、反董卓連合軍は解散。ますます疑いを深めた袁紹は、帰途にある孫堅を劉表に攻撃させ、玉璽を奪う事を画策する。
長沙に帰還を果たしたものの、劉表に帰還を妨害された孫堅は兵の大半を失い、劉表に恨みを抱く。些細な事で袁紹と不和になっていた袁術は、孫堅に劉表を攻撃させる事で、袁紹の力を削ぐ事を企て、孫堅に対して江夏攻略を命令する。この戦いにおいて孫堅は、黄祖の守る樊城を落とし、襄陽を包囲すると、囲みを解こうと出撃した蔡瑁にも圧勝する。その最中、包囲軍本陣の帥字旗がにわかに吹き起こった狂風で折れるという凶事が起こった。このため、韓当が「これは不吉の兆しなので退くべきでは」と進言する。しかし、孫堅は聞く耳を持たずに出陣し、蒯良の策謀で呂公がしかけた伏兵の罠にかかり、矢を射かけられ、落石に押し潰されて死亡した。その死体は劉表軍により持ち去られたが、捕虜となっていた黄祖の身柄と引き換えに、この時参陣していた孫策のもとに引き渡された。